# پرنسویل، کبک
پرنسویل (به فرانسوی: Princeville) شهرکی در منطقه شهری لرابل ناحیه سانتر-دو-کبک در استان کبک کانادا است. در سرشماری سال ۲۰۱۱ این شهرک ۵٬۷۳۰ نفر جمعیت داشته‌است و مساحت آن ۱۹۸ کیلومتر مربع است.